# Franz von Mendelssohn der Jüngere

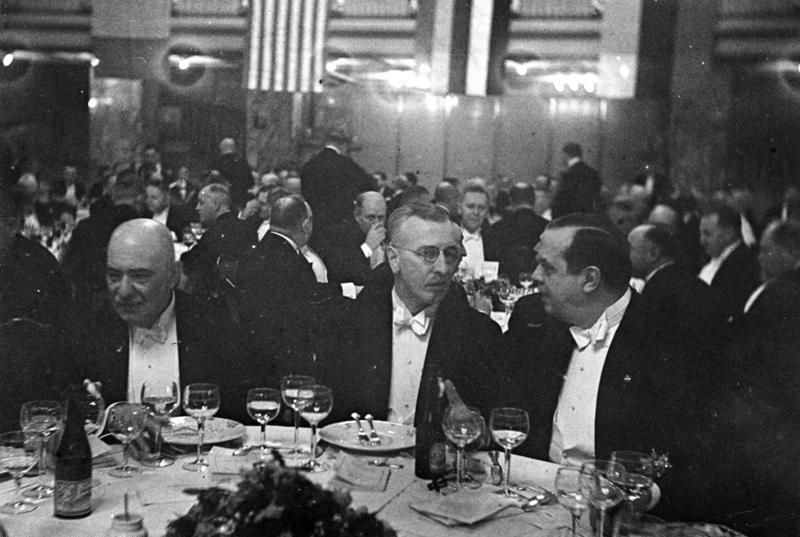
Franz von Mendelssohn (links außen) beim Festbankett der Anwälte im Marmorsaal des Berliner Zoologischen Gartens (1930)

Pierre Franz Walther von Mendelssohn (* 29. Juli 1865 in Berlin; † 13. Juni 1935 ebenda) war ein deutscher Bankier und Wirtschaftsfunktionär.

## Leben

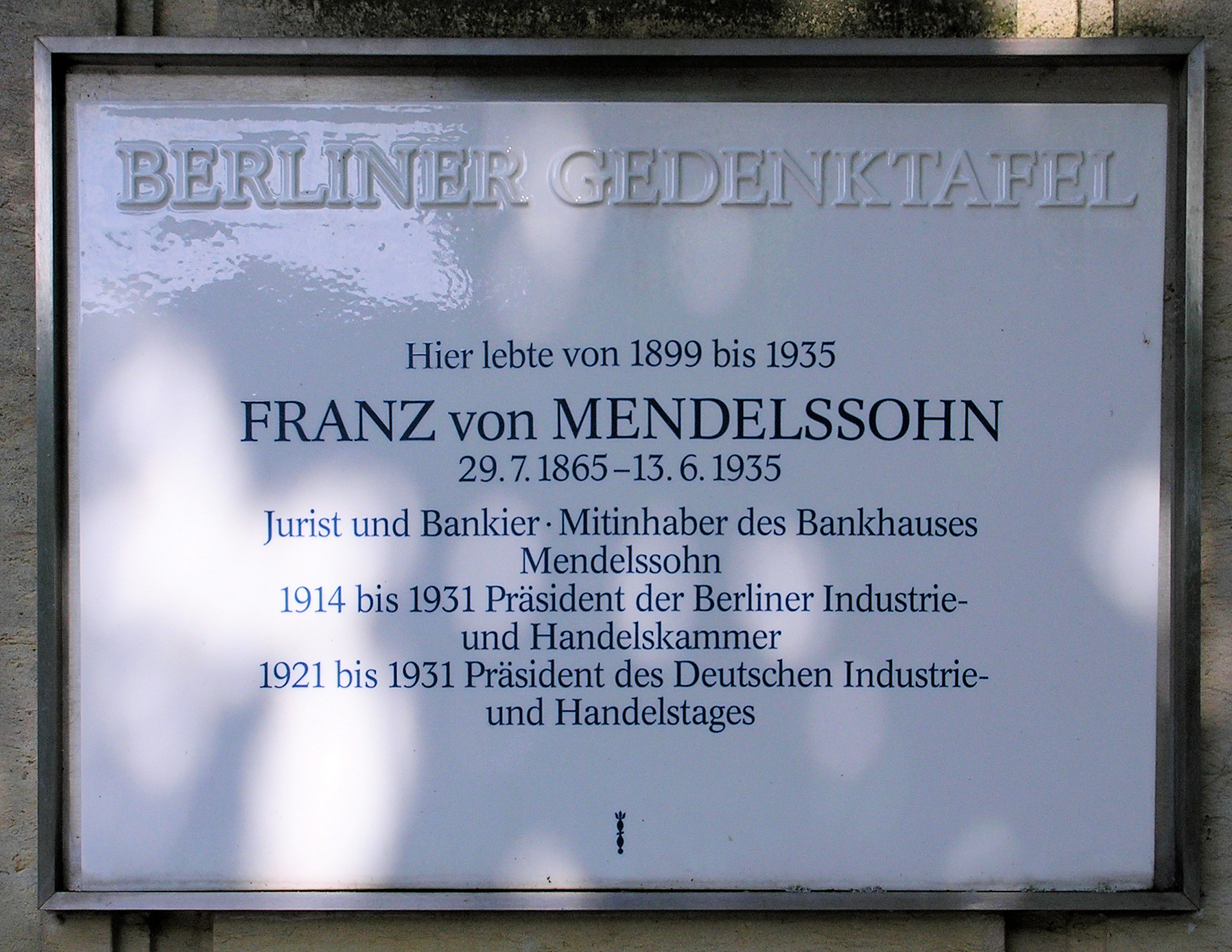
Berliner Gedenktafel am Haus Herthastraße 5 in Berlin-Grunewald

Mendelssohn war der jüngere Sohn des Bankiers Franz von Mendelssohn (1829–1889) und der Enole, geb. Biarnez. Er studierte Rechtswissenschaften in Bonn und Berlin. Nach Studium und Referendariat trat er in das Familienunternehmen Bankhaus Mendelssohn & Co. ein. Mendelssohn heiratete 1889 seine Cousine Marie Clara Westphal (1867–1957). Aus dieser Ehe gingen die Tochter Lilli und der Sohn Robert hervor, der ebenfalls Bankier wurde. 
Im Unternehmen war er ab 1892 Mitinhaber, ab 1917 Seniorchef des Hauses. Persönlich war er in der Zeit vor dem Ersten Weltkrieg vor allem im Bereich des Anleihengeschäfts tätig. Ab 1913 war er Mitglied des Preußischen Herrenhauses. Nach dem Krieg zog er sich aus dem operativen Geschäft immer stärker zurück und konzentrierte sich auf seine Tätigkeit in deutschen und internationalen Wirtschaftsgremien.
1902 wurde er zum Ältesten der Berliner Kaufmannschaft gewählt. In der im selben Jahr gegründeten Berliner Handelskammer war er zunächst zweiter Vizepräsident, kurze Zeit später erster Vizepräsident und ab 1914 Präsident. Unter seiner Ägide vollzog sich 1920 die Vereinigung der Kammer mit der Korporation der Berliner Kaufmannschaft sowie der Potsdamer Handelskammer.
Ab 1906 gehörte Mendelssohn dem Deutschen Industrie- und Handelstag an und wurde 1921 dessen Vorsitzender. Als solchem gelang es Mendelssohn, diesem Gremium eine einflussreiche Position innerhalb der Wirtschaft zu sichern. Er machte die Vollversammlungen zu einem politischen Forum, zu dem er führende Politiker der Republik einlud. Im Jahr 1924 wurden erstmals nach dem Ersten Weltkrieg auch die Vertreter der deutschen Auslandskammern eingeladen. Mendelssohn erhoffte sich, dadurch ihre mehrheitlich monarchisch eingestellten Repräsentanten für die Weimarer Republik zu gewinnen.

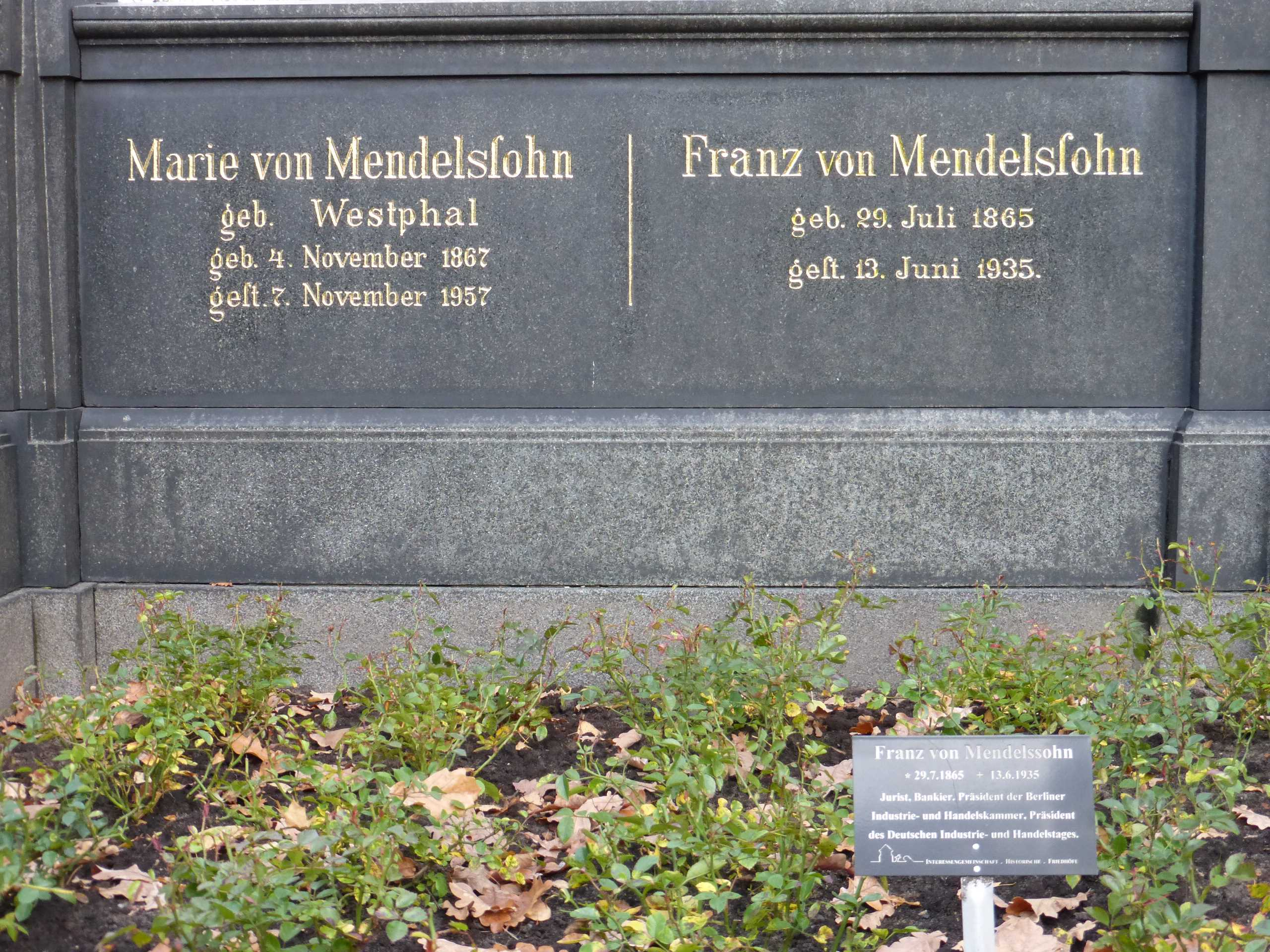
Grabstätte von Franz von Mendelssohn und seiner Frau Marie

Besonders wichtig war Mendelssohn die internationale Zusammenarbeit. Im Jahr 1925 wurde er Leiter der neuen deutschen Gruppe der Internationalen Handelskammer. Im Jahr 1931 wurde er in Washington, D.C. zum Präsidenten der Konferenz der Internationalen Handelskammer gewählt.
Daneben war Mendelssohn Mitglied im Generalrat der Reichsbank sowie im Vorläufigen Reichswirtschaftsrat.
Im Jahr 1931 trat er von den meisten Ämtern aus gesundheitlichen Gründen zurück. Sowohl die IHK Berlin, wie auch der DIHT (heute DIHK) und die Internationale Handelskammer ernannten Mendelssohn zum Ehrenpräsidenten. Im Jahr 1932 wurde er mit der Harnack-Medaille der Kaiser-Wilhelm-Gesellschaft (KWG) ausgezeichnet, die für besondere Verdienste um die KWG verliehen wird.
Neben seiner beruflichen und wirtschaftspolitischen Tätigkeit war Mendelssohn vielfältig als Förderer von Kunst und Wissenschaft sowie im Bereich der Wohlfahrtspflege tätig. Unter anderem war er Schatzmeister der Kaiser-Wilhelm-Gesellschaft und von 1911 bis 1935 zudem Mitglied von deren Senat. Außerdem war er aktiv im Verein der Freunde der preußischen Staatsbibliothek und des Kaiser-Friedrich-Museumsvereins. Mendelssohn war Mitbegründer und Vorstandsmitglied der Deutschen Orientgesellschaft. Seine Villa, das Palais Mendelssohn in Berlin-Grunewald, war ein Treffpunkt der Berliner Kulturszene.

## Gedenken
Am Haus Herthastraße 5 erinnert eine Berliner Gedenktafel an Franz von Mendelssohn. Seine Grabstätte befindet sich zusammen mit derjenigen seiner Frau Marie, seiner Eltern, seines Bruders Robert und seines Sohnes auf dem Friedhof I der Jerusalems- und Neuen Kirchengemeinde in Berlin-Kreuzberg.
Franz-von-Mendelssohn-Medaille
Die IHK Berlin und die Handwerkskammer Berlin verleihen seit 2005 jährlich eine Franz-von-Mendelssohn-Medaille für herausragend gesellschaftlich engagierte Unternehmen.